# Venner (Bern)

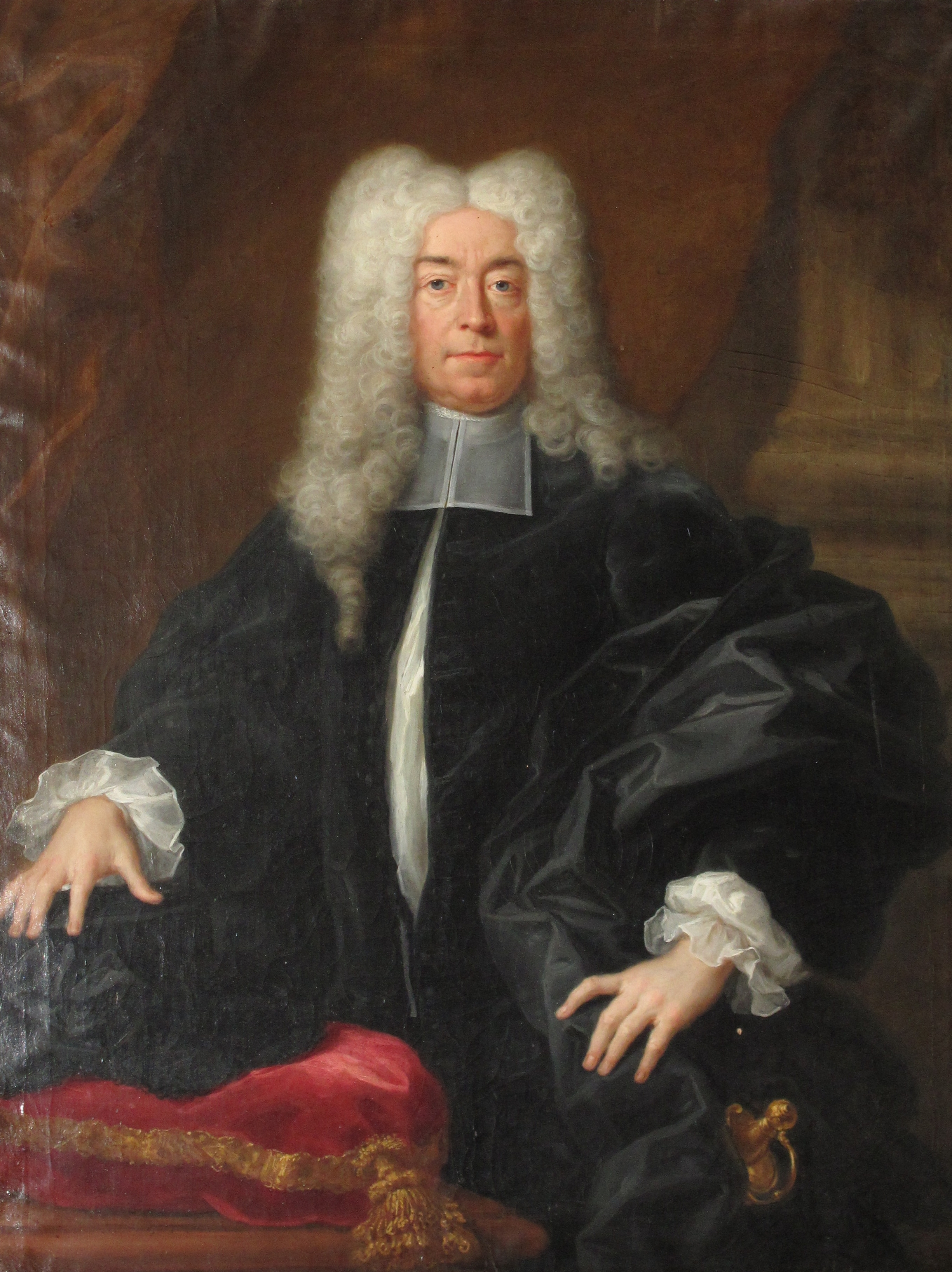
Johann Frisching, Venner zu Metzgern (1726)

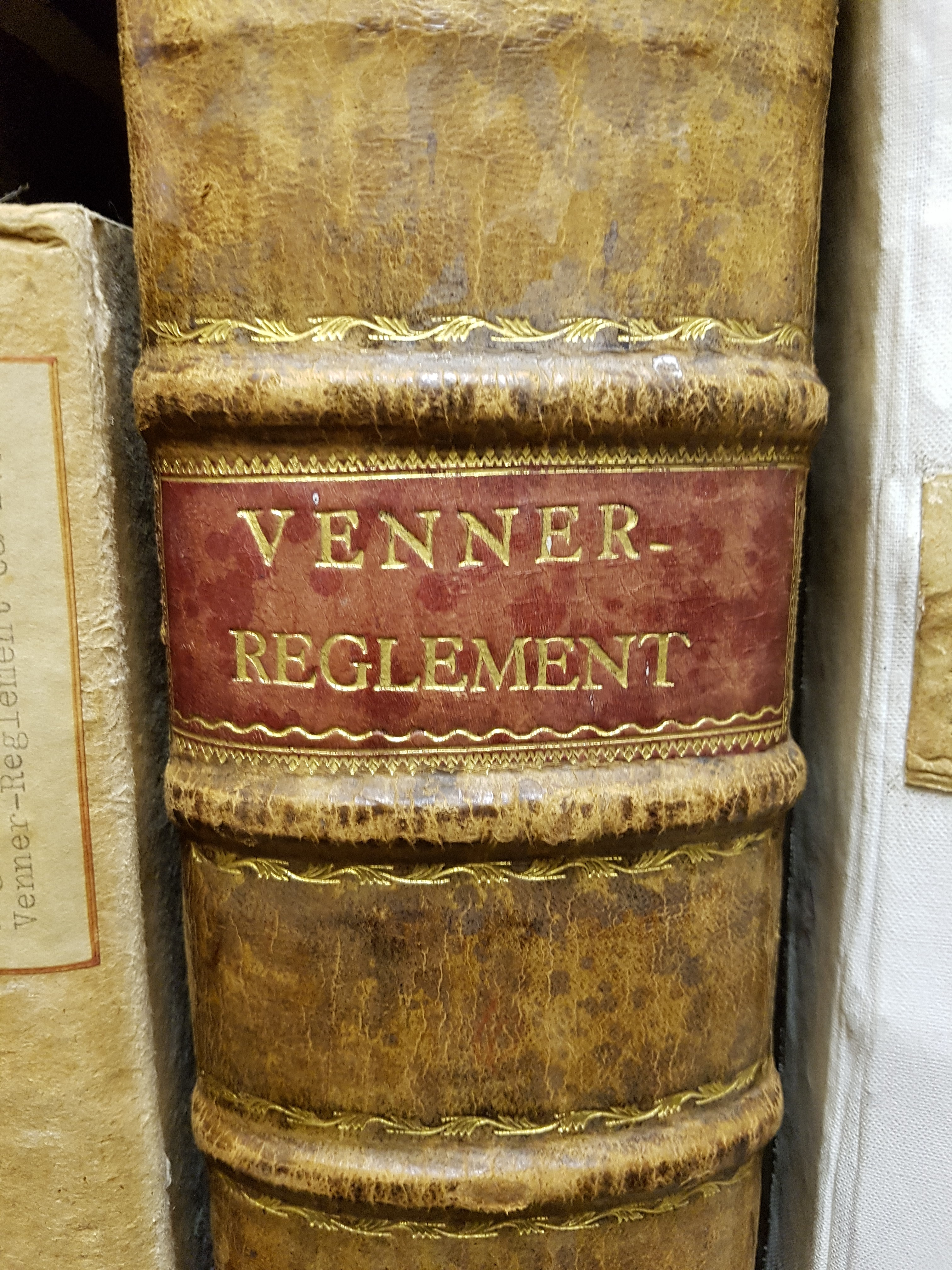
Vennerreglement im Staatsarchiv Bern

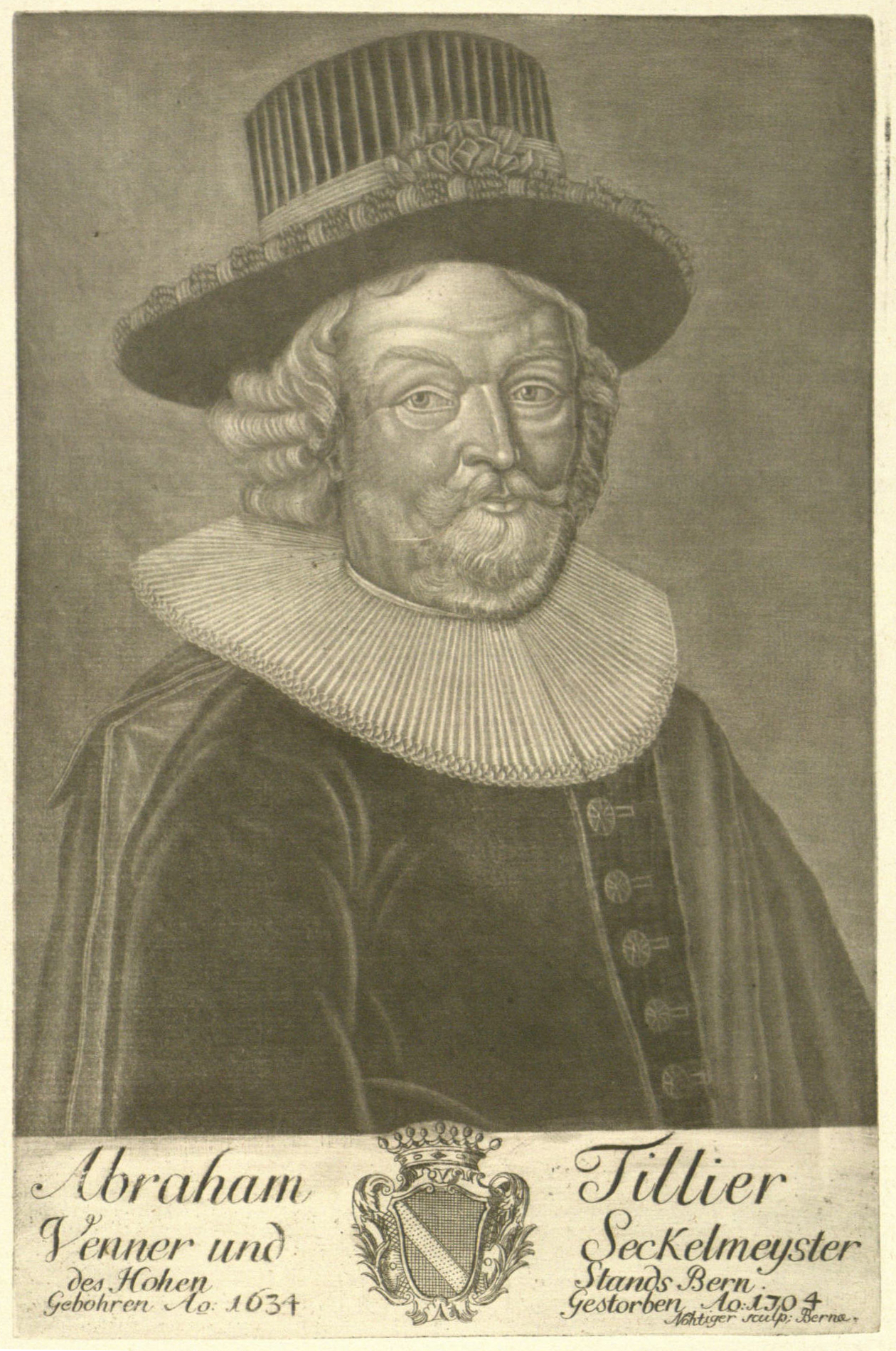
Abraham Tillier, Pfisternvenner, Aquatinta von Johann Ludwig Nöthiger (um 1704)

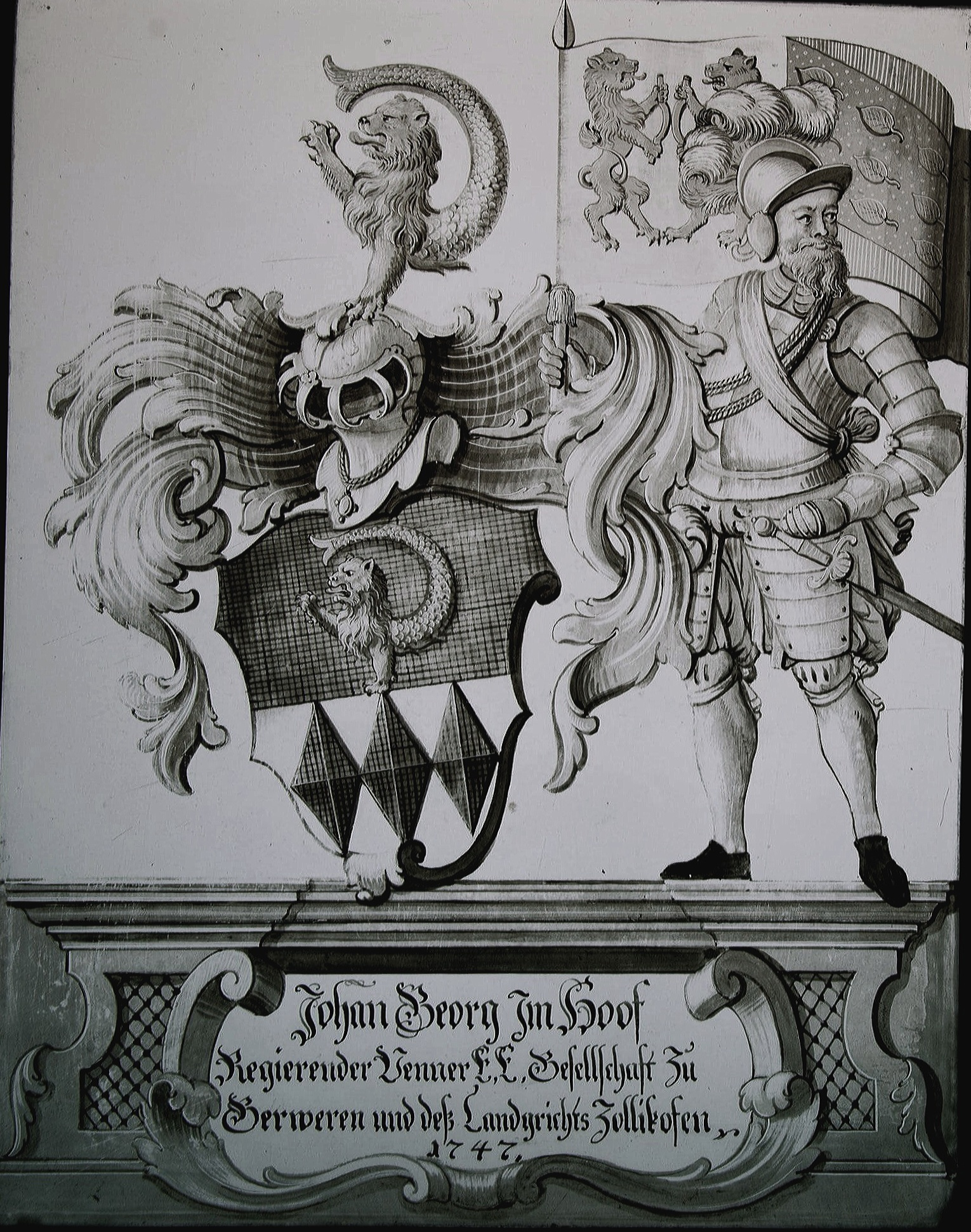
Darstellung des Gerwern-Venners, durch Johann Georg Im Hoff (IV.) gestiftete Grisaille-Glasscheibe, Kirchengemeindehaus Grafenried (1747)

Die vier Venner (frz. Banneret) der Stadt Bern waren ursprünglich die städtischen Bannerträger und Viertelsmeister.

## Geschichte
Venner (Bannerträger) gab es in Bern seit den Anfängen der Stadt, die Venner als Quartierbehörde dürfte im Zuge der Verfassungsänderung um 1294 geschaffen worden sein. Die Venner wurden aus den Quartieren gewählt und waren innerhalb derselben für die Harnischschau, Steuererhebung, Bussen, Marktaufsicht und die Feuerpolizei zuständig. Spätestens ab 1294 von Amtes wegen Mitglieder des Kleinen Rats, berieten die Venner gemeinsam mit dem Schultheissen in militärischen, mit dem Seckelmeister in finanziellen und dem Bauherrn bauliche Fragen vor und hatten eine gewisse Verfügungsgewalt. Nach dem Schultheissen und dem Seckelmeister standen die Venner in der Ämterhierarchie an dritter Stelle. Die Venner hatten bei den Ratswahlen Nominationsrecht und wählten die Sechzehner (Wahlmänner) aus ihren vier Stadtvierteln.
Ursprünglich wurden die Venner aus der Mitte ihrer Quartiere erwählt, wobei sich eigentliche Vennergeschlechter herausbildeten. Die Familien von Muleren, von Wattenwyl, Hetzel,  Spilmann, Schopfer, Dittlinger, Achshalm, Kuttler, Simon, Tschachtlan und Brüggler bekleideten auffallend häufig das Venneramt. Dies führte dazu, dass das Venneramt faktisch mit der Zugehörigkeit zu einer bestimmten Gesellschaft (Zunft) verbunden war. 1438 wurde durch den Rat die Bestimmung erlassen, die Venner sollen aus den Quartieren gewählt werden, «er sige edel oder unedel er sige eines hantwergkes oder nit», die Amtsdauer wurde auf zwei Jahre festgelegt. Weder die Amtsdauer noch die Wählbarkeit aus den Quartieren wurde eingehalten. Der Pfisternvenner Niklaus Zurkinden blieb 16 Jahre lang Venner. Für das Jahr 1458 ist anhand des Tellrodels (Steuerregister) festzustellen, dass die Venner nicht alle in ihren Vierteln Wohnsitz hatten. Das Recht, den Venner zu stellen, ging von den Stadtvierteln über auf die wirtschaftlich stärksten Handwerke der Pfister (Bäcker), Schmiede, Metzger und Gerber. Diese mächtigen Handwerke teilten sich in mehrere Stuben oder Gesellschaften (z. B. Oberpfistern und Niederpfistern). Da das Venneramt die Voraussetzung für die Übernahme des Amts als Seckelmeisters oder Schultheissen war, führte diese Entwicklung zum einen dazu, dass Adelige sich um die Zugehörigkeit bei einer Vennergesellschaft bemühten, zum andern brachten diese Gesellschaften die höchsten Ämter der Stadt fast vollständig in ihre Hand. Bis 1798 stellten die Gesellschaften zu Pfistern, Schmieden, Metzgern, Ober-Gerwern und Mittellöwen (letztere beide gemeinsam) die Venner. 1673 stritten Ober-Gerwern und Mittellöwen um das Venneramt.
Nebst den städtischen Aufgaben wurden den Vennern im Lauf des 15. Jahrhunderts die Gerichtsherrschaften der vier Landgerichte Sternenberg, Seftigen, Konolfingen und Zollikofen übertragen und vor Ort durch Freiweibel ausgeübt.
Die vier Venner bildeten unter dem Vorsitz des Deutschseckelmeisters die deutsche Vennerkammer, unter dem Welschseckelmeister die welsche Vennerkammer.

## Vennerviertel
Die vier Stadtviertel dienten der Einteilung bei militärischen Aufgeboten und der Steuererhebung und spätestens ab 1294 als Wahlkreise für die Wahl in den Grossen Rat. In älteren Wahlergebnislisten und Steuerlisten wurden die vier Stadtviertel Berns jeweils nach den amtierenden Vennern benannt. Mit dem Übergang des Venneramts an die Gesellschaften bildeten sich die Namen Pfisternviertel, Schmiedenviertel, Metzgernviertel und Gerwernviertel heraus. Die Viertel wurden durch die Kreuzgasse und die Hauptachse (Gerechtigkeitsgasse, Kramgasse und Marktgasse) geteilt. Das Pfisternviertel umfasste den westlichen Stadtteil südlich der Kramgasse, das Schmiedenviertel nördlich der Kramgasse, das Metzgernviertel östlich der Kreuzgasse und nördlich der Gerechtigkeitsgasse, das Gerwernviertel den südlichen Teil östlich der Kreuzgasse.
Auf dem Berner Rathausplatz erinnert der Vennerbrunnen als einer der Berner Altstadtbrunnen aus dem 16. Jahrhundert an die Venner.

## Archiv
- Archiv der Vennerkammer und Seckelschreiberei, Staatsarchiv des Kantons Bern, B VII 1–445.